# Claude-Nicolas Ledoux

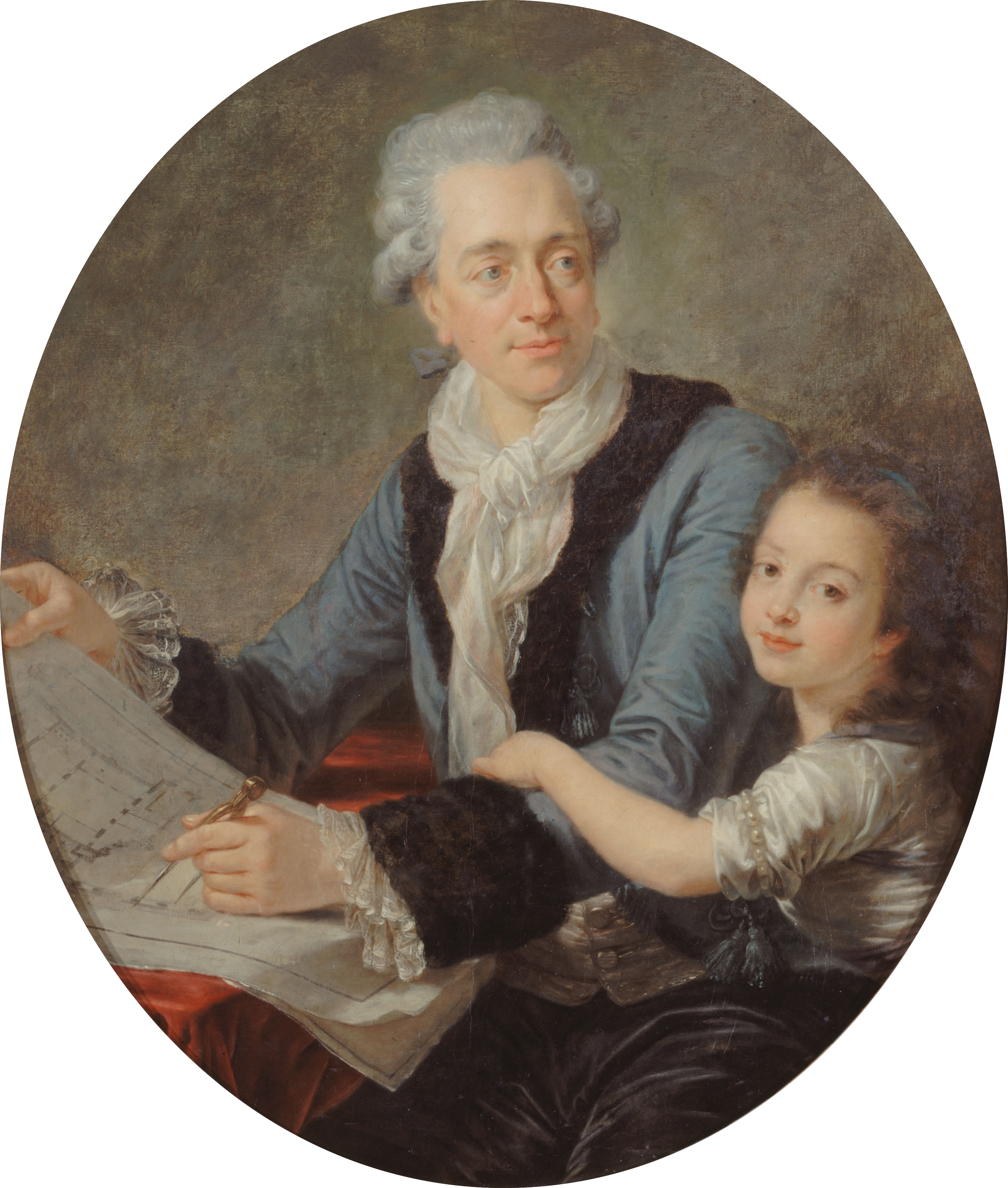
Retrato de Claude-Nicolas Ledoux, com a sua filha Adélaïde Constance, por volta de 1782 – Museu Carnavalet.

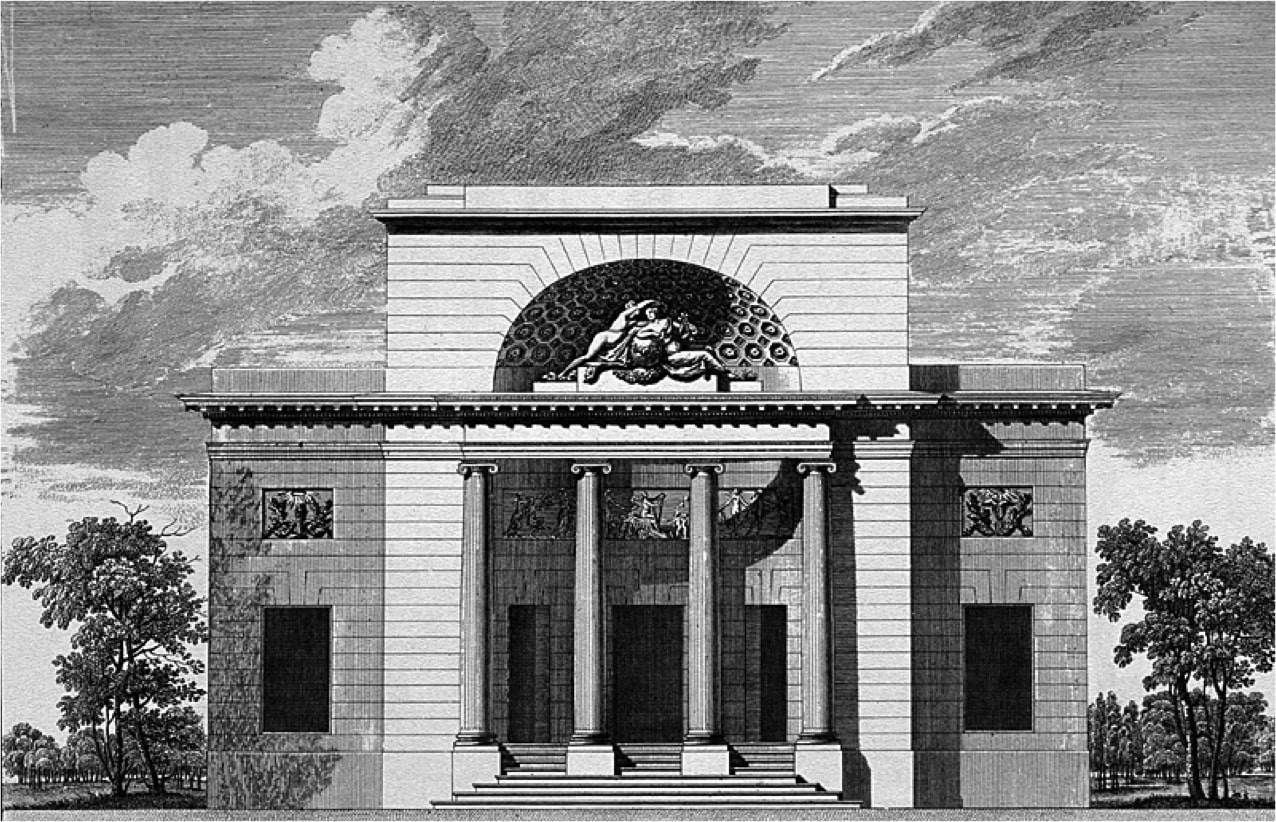
Fachada do Hôtel de Mlle Guimard, Paris, edificado entre 1770 e 1773, ao estilo neoclássico.

Claude Nicolas Ledoux (Dormans, 21 de março de 1736 — Paris, 18 de novembro de 1806), foi um arquiteto, urbanista e utópico francês, um dos principais representantes da arquitectura neoclássica. As suas principais obras financiadas pela monarquia francesa, pela eloquência das formas elementares e o caráter distintivo dos monumentos dignificariam a autoridade citadina do Antigo Regime e assinalariam a passagem ao domínio austero da urbanidade. Ledoux era protegido de Madame du Barry, amante do rei Luis XV, e foi autor de duas das mais importantes obras públicas da época: A Salina Real de Arc-et-Senans (declarada património da Humanidade em 1982) e as «Barrières» de Paris — 47 portas alfandegárias projetadas por Ledoux nos estertores do Ancien Regime — o cerco fiscal que a Ferme générale levantou para cobrar impostos — entre eles a gabela, o imposto sobre o sal —, uma barreira de 24 km e 6 m de altura com 60 barreiras ou postos de controle que alguns autores consideram uma das causas que mais contribuiu para o descontentamento da população que culminaria na Revolução francesa de 1789.
O seu papel enquanto arquiteto tem suscitado alguma controvérsia e passou do reconhecimento ao absoluto desprestigio no século XIX: Ledoux compõe variações sobre temas: o templo grego, os portais amuralhados, o esquema palladiano da rotunda. A mistura de tipos antigos e modernos é violentamente contestada por Quatremère, apenas o arco triunfal seria adequado ao tema. Enquanto o emprego das massas imponentes e da mais austera e viril das ordens gregas é motivo de encômio, as licenças de toda espécie encontradas algures — arcos inseridos em frontões, ábacos comuns a duas colunas, modilhões, bossagens, colunas “submetidas aos piores gêneros de tortura” — justificam a exprobração.
Um novo gênero de monumento talvez demande à arquitetura um novo gênero de construção. E quando o tipo ou a ideia primeira não tem nada de nobre a oferecer à ideia do artista, talvez ele seja induzido às bizarrias para esconder ou dissimular o vício do seu tema, talvez ele acredite que deva compensar e encobrir através da singularidade das formas, a baixeza de projetos que não comportam em si próprios nada de grande ou em conformidade às ideias das artes.— Quatremère de Quincy
Em 1832, Victor Hugo questionava-se: «Por acaso teremos chegado a um extremo tal de miséria que somos forçados a admirar as portas alfandegárias de Paris»?. No entanto, durante o século XX a sua figura terá sido reivindicada: em 1933, Emil Kaufmann, o assinalava como um dos precursores da arquitetura moderna; nos anos 1960 foi considerado como um utopista; e, desde finais de 1980, foi uma das referências dos pós-modernos, que nele encontraram um antecedente e uma fonte para as suas propostas.
Apesar de a sua carreira ter prevalecido por apenas 25 anos — apenas depois da Revolução francesa é que voltaria a construir — realizou obras suficientes para tal reconhecimento, todavia, a maioria delas foram destruídas no século XIX.